# 阿德尔曼斯费尔登
阿德尔曼斯费尔登是德国巴登-符腾堡州的一个市镇。总面积22.90平方公里，总人口1815人，其中男性903人，女性912人（2011年12月31日），人口密度79人/平方公里。